# Constanze Mozart
Constanze Mozart, född Weber, född  5 januari 1762 i Zell im Wiesental, Schwarzwald, död 6 mars 1842 i Salzburg, var i första äktenskapet maka till Wolfgang Amadeus Mozart och i andra äktenskapet med Georg Nicolai Nissen. På fädernet var hon kusin till tonsättaren Carl Maria von Weber.  

## Biografi
Fadern Fridolin Weber var först tjänsteman i Zell, senare bassångare, sufflör och notkopist i Mannheim. Modern Cäcilia, född Stamm var född i Mannheim. Av fyra döttrar var Constanze den näst yngsta. I december 1763 flyttade familjen till Rheinfelden och därefter till Mannheim, där fadern fick anställning vid hovteatern. Alla döttrarna fick musikalisk utbildning, de två äldsta blev berömda sångerskor. Den ena, Aloisia, sedermera Aloisia Lange, var 1777–1778 föremål för Mozarts kärlek, den andra systern Josepha blev 1791 den första Nattens drottning i Mozarts opera Trollflöjten.
Constanze lärde först känna Mozart under hans besök i Mannheim vintern 1777–1778. År 1778 flyttade Webers till München, för att året därpå fortsätta till Wien, där Aloisia blivit anställd vid nationaloperan. Kort efter ankomsten dog Fridolin Weber. När Mozart träffade familjen igen i Wien 1781 var Aloisia gift med skådespelaren och konstnären Joseph Lange. Mozart levde en kort tid hos familjen Weber, där han förälskade sig i Constanze. På grund av ryktena om deras romans tvingades han flytta och efter mycken dramatik gifte de sig i Stephansdomen den 4 augusti, 1782. Under drygt nio år födde Constanze sex barn:
- Raimund Leopold Mozart (17 juni–19 augusti 1783)
- Carl Thomas Mozart (1784–1858)
- Johann Thomas Leopold Mozart (18 oktober–15 november 1786)
- Theresia Constanzia Adelheid Friedericke Maria Anna (27 december 1787–29 juni 1788)
- Anna Mozart (b/d 25 december 1789)
- Franz Xaver Wolfgang Mozart (1791–1844).

Endast två av barnen, Carl Thomas (1784–1858) och Franz Xaver Wolfgang (1791–1844), överlevde till vuxen ålder. På grund av sina många graviditeter blev Constanze med tiden sjuk och reste flera gånger till badorten Baden i närheten av Wien för behandlingar. Efter Mozarts död den 5 december 1791 fick hon en liten kejserlig pension efter Mozart och lyckades dels av egen kraft, dels genom vänner och konserter klara uppehället för sig och barnen. År 1799 sålde hon Mozarts originalmanuskript till förläggaren Johann Anton André.
År 1797 lärde Constanze känna den danske legationssekreteraren i Wien, Georg Nicolaus Nissen, från 1805 beskickningens chargé d'affaires. 26 juni 1809 gifte de sig i domkyrkan i Pressburg. Mellan 1810 och 1820 levde de i Köpenhamn, där Nissen utnämndes till statsråd och censor. I samband med hans pension 1820 lämnade de Danmark och reste 1821 till Italien, där de bland annat besökte Constanzes äldste son Carl Mozart. År 1824 slog de sig ner i Salzburg 1824 där Nissen arbetade på en biografi om Mozart. Nissen avled 1826 och biografin gavs ut av Constanze 1828. Hon förblev i Salzburg resten av livet och sammanbodde med sin yngsta syster Sophie Haibl, även hon änka. År 1829 besöktes hon av det engelska paret Mary och Vincent Novello, som beskrivit henne i sina dagböcker, publicerade i A Mozart Pilgrimage 1955. Som änka ägnade hon mycket tid åt Nissens Mozart-biografi och brevväxlade med många Mozartbeundrare. Hon dog den 6 mars 1842, kl. 3.45 på morgonen. 
Constanze Mozart-Nissens betydelse för Mozart och hans musik har under lång tid underskattats och till och med kritiserats och det är först under senare år som man inom forskningen har börjat omvärdera henne.

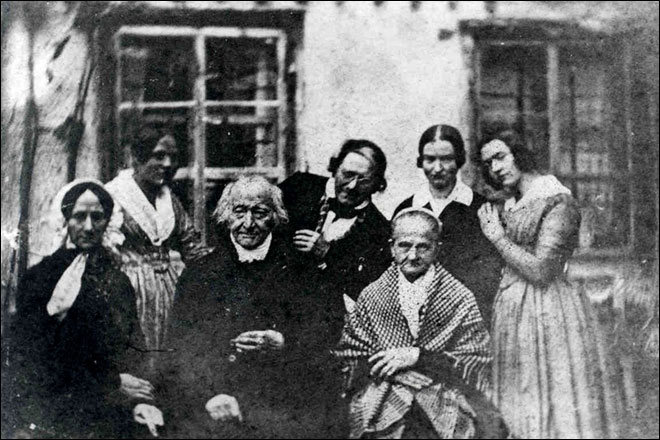
Damen till vänster sägs föreställa Constanze Nissen. Bilden togs under hennes besök hos organisten Max Keller i Altötting 1840. Observera att bilden är spegelvänd.

En kopia av en försvunnen daguerreotypi från 1840 som sägs föreställa Constanze Mozart förvaras  i bayerska Altötting. Bilden föreställer två män och fem kvinnor; en av dem sägs vara Constanze Mozart.

## Svensk litteratur om Constanze Mozart
- Bertil Hagman: En tapper men förtalad hustru (Musikrevy 1983/4, 186-188.
- Bertil Hagman: Ett försvar för en tapper och förtalad hustru (I: Från Mozarts erotiska eskapader till Alma Mahlers fyra män. 28 essäer om musik och musikteater. Sell'n 2005, 129-140)
- Gerd Reimers: Konstanze Weber – den ständigt missförstådda (I: Maka och omaka, Tjugo porträtt av berömda mäns mindre kända hustrur. Legenda 1984, 61-77)
- Viveca Servatius: Constanze Weber. Mozarts missförstådda musa (Opus 2006/7, 37-43)
- Viveca Servatius: Constanze Mozart. Förtalad musa förtjänar upprättelse (Tidig Musik 2012/1, 18-21)
- Viveca Servatius: Constance Mozart – en biografi. Themis 2012 (Tysk övers.: Constanze Mozart. Eine Biographie. Böhlau Verlag 2018)
- Viveca Servatius: Constanze Mozarts salong (Tidig Musik) 2015/3, 14-17)